# Дональдсон, Джулия
Джулия Кэтрин Дональдсон (англ. Julia Donaldson Catherine, род. 16 сентября 1948; Хампстед, Лондон, Англия) — английская писательница, драматург и художница. Лауреат многочисленных  премии в области детской литературы. Наиболее известна своими популярными историями-рифмами для детей, особенно теми, которые проиллюстрировал Аксель Шеффлер, в том числе «Груффало», «Верхом на помеле» и «Человеткин».

## Биография

### Детство и юность
Джулия родилась 16 сентября 1948 в Англии и выросла в Хэмпстеде, Лондон, со своей младшей сестрой по имени Мэри. Семья занимала викторианский трехэтажный дом недалеко от Хэмпстед-Хит. Ее родители, сестра и домашний кот Джеффри жили на первом этаже, тетя и дядя (а позже их дети, Джеймс и Кейт) на втором этаже, а ее бабушка на третьем этаже. Родители Дональдсона, Джеймс (известен как Джерри) и Элизабет, встретились незадолго до Второй мировой войны, которая разлучила их на целых шесть лет.
Джерри, изучавший философию, политику и экономику в Оксфордском университете, провел большую часть войны в лагере для военнопленных, где благодаря знанию немецкого языка он получил должность переводчика. Элизабет, также хорошо говорящая по-немецки со степенью в области языков, тем временем работала на войне в Ренах. После войны они воссоединились и поженились, а в 1950 году купили дом в Хэмпстеде вместе с матерью Джерри, его сестрой Бетой и ее мужем Крисом (двое мужчин познакомились в лагере для военнопленных). Когда Дональдсону было шесть лет, ее отец заболел полиомиелитом и после этого был прикован к инвалидной коляске, хотя он по-прежнему вел активную жизнь, работая лектором в Институте психиатрии больницы Модсли, где он был пионером в генетических исследованиях с использованием модели однояйцевых близнецов, воспитанных отдельно друг от друга. . Элизабет работала секретарем на неполный рабочий день и помогала своему боссу Лесли Минчину переводить немецкий Lieder на английский.
Это был дом музыки и песен: Элизабет пела в Хоровом обществе Хэмпстеда, Джерри играл на виолончели в любительских струнных квартетах, а оба родителя были активными членами Музыкального клуба Хэмпстеда. Летние каникулы прошли в Гриттлтон-хаус в Уилтшире, где Джерри играл на виолончели в летней школе камерной музыки, а Джулия и Мэри резвились и устраивали музыкальные представления с другими детьми.
Поэзия также играла важную роль в молодости Дональдсона; когда ей было пять лет, отец подарил ей «Книгу тысячи стихов», а бабушка познакомила ее с бессмысленными рифмами Эдварда Лира. Дональдсон учился в начальной школе Нью-Энд, а затем в школе для девочек Камден. В детстве и юности она играла (дублируя фей в шекспировском «Сне в летнюю ночь» в «Олд Вик», где познакомилась с юными Джуди Денч и Томом Кортни), пела в Детской оперной труппе и училась игре на фортепиано. Будучи хорошим лингвистом, она выучила французский и немецкий языки в школе, а позже изучила итальянский во время летней работы репетитором в семье в Неаполе, так что к 19 годам она хорошо владела всеми тремя языками.

### Университетская жизнь
Дональдсон изучал драму и французский язык в Бристольском университете (1967—1970), получив диплом с отличием 2: 1. Во время своего пребывания там она играла в ведомственных постановках и научилась играть на гитаре. В 1968 году она и ее подруга Морин Пуркис приняли участие в спектакле «Я не Эйфелева башня» на музыку, написанную Колином Селлом, опытным молодым пианистом, изучавшим испанский и португальский языки в Бристоле и впоследствии выступавшим на BBC Radio 4. Мне жаль, что я понятия не имею. Сосед Селла по комнате Малкольм Дональдсон, студент-медик, который играл на гитаре-левше и был увлеченным актером-любителем, пришел посмотреть шоу и впоследствии объединился с Селлом, Дональдсоном и Пуркисом, чтобы петь в пабах во время Bristol University Rag Week в начале 1969 года. Почти сразу после этого Дональдсон и Пуркис были откомандированы на шесть месяцев в Париж в рамках своего курса обучения, где они пели и играли на гитарах в кафе за деньги. Летом к ним присоединился Малькольм, и трио исполнило различные песни The Beatles и из мюзиклов, включая Hair. После нескольких недель уличных выступлений в Париже Малкольм последовал за Джулией и Морин на Авиньонский фестиваль. Здесь его попытки спать на полу их молодежного общежития привели к выселению, и троица переехала, ночуя в кемпинге и даже на поле, к тому времени у них сложилась глубокая дружба. Во время их пребывания в Париже группа была замечена французским предпринимателем, который прослушал их. Хотя из этого ничего не вышло, Дональдсон и Пуркис написали мелодию к традиционной французской поэме «Метаморфозы» специально для прослушивания, впервые Дональдсон сочинил песню для какого-то случая (помимо детских шоу). К декабрю 1969 года Джулия и Малкольм стали одним целым. Они начали поставлять кабаре для случайных светских мероприятий в университете, а в 1970 году они посетили Америку, путешествуя на автобусе Greyhound с востока на западное побережье и выступая в Сиэтле и Сан-Франциско. По возвращении дуэт играл в ресторанах и начал участвовать в таких разнообразных мероприятиях, как День защиты детей в Хрустальном дворце, пасхальный парад в Лондоне и ужин на стоматологическом конгрессе, где Джулия Дональдсон сочиняла песни специально для этих случаев.

## Личная жизнь
Когда ей было 30 лет, у нее диагностировали потерю слуха по типу «укуса печенья», которая оставляет дыру в форме укуса в середине слышимого спектра, из-за чего ей трудно слышать речь и музыку, и ей помогает чтение по губам. Малкольм Дональдсон, муж Джулии, педиатр-консультант на пенсии. Пара ранее проживала в Берсдене, Восточный Данбартоншир, а в 2014 году переехала в Стейнинг, Западный Суссекс.У них было трое сыновей, старший из которых, Хэмиш, страдал шизоаффективным расстройством и покончил с собой в 2003 году в возрасте 25 лет. Она считает, что он вдохновил ее на некоторые из ее творческих произведений. Другие их сыновья — Аластер, профессор языков программирования в Имперском колледже Лондона, и Джерри. Аластер и Крис, его жена, со своими детьми Поппи и Феликсом иногда присоединяются к Джулии на ее представлениях для детей.

## Награды и почести
- Она была назначена членом Ордена Британской империи (MBE) в честь Дня рождения 2011 года за заслуги перед литературой. Она была повышена до кавалера Ордена Британской империи (CBE) в новогодних наградах 2019 года.
- Она была удостоена звания почетного доктора Бристольского университета в 2011 году и Университета Глазго в 2012 году.
- Книжная премия Nestle Smarties 1999 года (Золотая награда): Груффало
- 2000 Blue Peter Лучшая книга для чтения вслух: Груффало
- Премия Experian Big Three Award 2001: Груффало
- 2002 Spoken Book Awards, Детское аудио года: Груффало
- Книжная премия Шеффилда 2002 года: Комната на метле
- Премия Шотландской детской книги 2002 года: Комната на метле
- Книжная премия Стокпорта 2002 года: Комната на метле
- 2003 Книжная премия библиотек Норфолка: Комната на метле
- 2003 Blue Peter Лучшая книга для чтения вслух: Комната на метле
- Золотой приз Spoken Book Awards 2003 для детей до 6 лет: Комната на метле
- Серебряный приз Spoken Book Awards 2003 для детей до 6 лет: Monkey Puzzle
- Премия Red House Children’s Book Award 2003: Самый умный великан в городе
- Премия Шеффилдской детской книги 2003 года: Самый умный великан в городе
- 2004 Portsmouth Book Awards: Самый умный гигант в городе
- 2004 Синий Питер Лучшая книга для чтения вслух: Самый умный гигант в городе
- Золотой приз Spoken Book Awards 2004 для детей до 6 лет: самый умный гигант в город
- Премия Book Trust Early Years 2004: Улитка и кит Ноттингемская книжная премия
- 2005 года: Самый умный гигант в город
- 2005 Blue Peter Лучшая книга для чтения вслух: Улитка и кит
- Золотой приз Spoken Book Awards 2005 для 6 и Under Audio: The Snail and the Whale
- 2005 Британская книжная премия: Ребенок Груффало
- Премия Живерни 2007 года: Улитка и кит
- Книжная премия NASEN 2009: бег по трещинам
- 2010 Galaxy Book Awards: Зог
- Книжная премия Стокпорта 2011 года: Что слышала божья коровка
- 2011 Шотландская детская книжная премия: Что слышала божья коровка
- Книжная премия Stockport 2011: Тролль
- 2011 Оксфордширская книжная премия: Зог
- 2012 Книжная премия Стокпорта: Джек и дерево Флюмфлюм
- Премия Oldham Book Awards 2012: Джек и флумфлум-дерево

## Работы
| Год  | Название                                            | ISBN                   | Иллюстратор         | Примечания                            |
| ---- | --------------------------------------------------- | ---------------------- | ------------------- | ------------------------------------- |
| 1993 | A Squash and a Squeeze / Если в домике тесно        | ISBN 1-4050-0477-0     | Axel Scheffler      |                                       |
| 1998 | Books and Crooks (Play)                             | ISBN 978-0-7487-3656-0 |                     |                                       |
| 1999 | The Gruffalo / Груффало                             | ISBN 0-333-71093-2     | Axel Scheffler      |                                       |
| 2000 | Monkey Puzzle / Хочу к маме!                        | ISBN 0-333-72001-6     | Axel Scheffler      |                                       |
| 2000 | Hide and Seek Pig (Tales from Acorn Wood)           | ISBN 978-0-333-96625-9 | Axel Scheffler      |                                       |
| 2000 | Postman Bear (Tales from Acorn Wood)                | ISBN 978-0-333-96624-2 | Axel Scheffler      |                                       |
| 2000 | Fox’s Socks (Tales from Acorn Wood)                 | ISBN 978-0-333-96623-5 | Axel Scheffler      |                                       |
| 2000 | Rabbit’s Nap (Tales from Acorn Wood)                | ISBN 978-1-4052-1788-0 | Axel Scheffler      |                                       |
| 2002 | Room on the Broom / Верхом на помеле                | ISBN 0-333-90338-2     | Axel Scheffler      |                                       |
| 2002 | The Smartest Giant in Town                          | ISBN 0-333-96396-2     | Axel Scheffler      |                                       |
| 2002 | Night Monkey, Day Monkey                            | ISBN 978-0-7497-4893-7 | Lucy Richards       |                                       |
| 2003 | The Snail and the Whale / Улитка и кит              | ISBN 0-333-98224-X     | Axel Scheffler      |                                       |
| 2003 | The Dinosaur’s Diary                                | ISBN 0-141-31382-X     |                     |                                       |
| 2004 | One Ted Falls Out of Bed                            | ISBN 0-333-94782-7     | Anna Currey         |                                       |
| 2004 | The Gruffalo's Child / Дочурка Груффало             | ISBN 1-4050-2045-8     | Axel Scheffler      |                                       |
| 2004 | The Giants and the Joneses                          | ISBN 0-8050-7805-3     | Greg Swearingen     |                                       |
| 2004 | The Magic Paintbrush                                | ISBN 978-0-333-96443-9 | Joel Stewart        |                                       |
| 2004 | The Wrong Kind of Bark                              | ISBN 1-4052-1062-1     | Garry Parsons       |                                       |
| 2004 | Brick-a-Breck                                       | ISBN 0-7136-6441-X     | Philippe Dupasquier |                                       |
| 2004 | Bombs and Blackberries                              | ISBN 0-7502-4125-X     | Thomas Docherty     |                                       |
| 2004 | The Head in the Sand: A Roman Play                  | ISBN 0-7502-4127-6     | Ross Collins        |                                       |
| 2005 | Chocolate Mousse for Greedy Goose                   | ISBN 1-405-02190-X     | Nick Sharratt       |                                       |
| 2005 | Charlie Cook’s Favourite Book                       | ISBN 978-1-4050-3469-2 | Axel Scheffler      |                                       |
| 2005 | The Gruffalo Song and Other Songs                   | ISBN 1-4050-2234-5     | Axel Scheffler      |                                       |
| 2005 | The Quick Brown Fox Club                            | ISBN 1-4052-1268-3     | Lucy Richards       |                                       |
| 2005 | Sharing a Shell                                     | ISBN 978-1-4050-2048-0 | Lydia Monks         |                                       |
| 2005 | Spinderella                                         | ISBN 978-1-4052-8272-7 | Sebastien Braun     |                                       |
| 2005 | Wriggle and Roar                                    | ISBN 1-4050-2166-7     | Nick Sharratt       |                                       |
| 2005 | Crazy Mayonnaisy Mum                                | ISBN 0-3304-1490-9     | Nick Sharratt       |                                       |
| 2005 | Princess Mirror-Belle                               | ISBN 0-3304-1530-1     | Lydia Monks         |                                       |
| 2005 | Princess Mirror-Belle and the Magic Shoes           | ISBN 1-4050-4867-0     | Lydia Monks         |                                       |
| 2005 | Princess Mirror-Belle and the Flying Horse          | ISBN 0-3304-3795-X     | Lydia Monks         |                                       |
| 2006 | The Princess and the Wizard                         | ISBN 978-1-4050-5313-6 | Lydia Monks         |                                       |
| 2006 | Room on the Broom and Other Songs                   | ISBN 978-1-4050-9101-5 | Axel Scheffler      |                                       |
| 2006 | Rosie’s Hat                                         | ISBN 978-1-4050-0007-9 | Anna Currey         |                                       |
| 2006 | Hippo Has a Hat                                     | ISBN 978-1-4050-2192-0 | Nick Sharratt       |                                       |
| 2006 | Play Time! A Selection of Plays                     | ISBN 0-3304-4595-2     |                     |                                       |
| 2007 | Follow the Swallow                                  | ISBN 978-1-4052-1788-0 | Martin Ursell       |                                       |
| 2007 | Tiddler                                             | ISBN 978-0-439-94377-2 | Axel Scheffler      |                                       |
| 2007 | Tyrannosaurus Drip                                  | ISBN 978-1-4050-9000-1 | David Roberts       |                                       |
| 2008 | One Mole Digging a Hole                             | ISBN 978-0-2307-0647-7 | Nick Sharratt       |                                       |
| 2008 | Stick Man / Человеткин                              | ISBN 978-1-4071-0882-7 | Axel Scheffler      |                                       |
| 2009 | Toddle Waddle                                       | ISBN 978-0-230-70648-4 | Nick Sharratt       |                                       |
| 2009 | What the Ladybird Heard                             | ISBN 978-0-2307-0650-7 | Lydia Monks         |                                       |
| 2009 | Tabby McTat                                         | ISBN 978-1-4071-0924-4 | Axel Scheffler      |                                       |
| 2009 | The Troll                                           | ISBN 978-0-230-01793-1 | David Roberts       |                                       |
| 2009 | Running on the Cracks                               | ISBN 978-1-4052-2233-4 |                     | Donaldson’s first novel for teenagers |
| 2010 | Cave Baby                                           | ISBN 978-0-3305-2276-2 | Emily Gravett       |                                       |
| 2010 | Zog                                                 | ISBN 978-1-4071-1556-6 | Axel Scheffler      |                                       |
| 2011 | Freddie and the Fairy                               | ISBN 978-0-3305-1118-6 | Karen George        |                                       |
| 2011 | The Rhyming Rabbit                                  | ISBN 978-0-2307-4103-4 | Lydia Monks         |                                       |
| 2011 | The Highway Rat                                     | ISBN 978-1-4071-2437-7 | Axel Scheffler      |                                       |
| 2011 | The Gruffalo’s Child and Other Songs                | ISBN 978-0-2307-6173-5 | Axel Scheffler      |                                       |
| 2011 | Jack and the Flumflum Tree                          | ISBN 978-0-230-71023-8 | David Roberts       |                                       |
| 2012 | Goat Goes to Playgroup                              | ISBN 978-1447254843    | Nick Sharratt       |                                       |
| 2012 | The Singing Mermaid                                 | ISBN 978-0230-75044-9  | Lydia Monks         |                                       |
| 2012 | Superworm                                           | ISBN 978-1-4071-3204-4 | Axel Scheffler      |                                       |
| 2012 | The Paper Dolls                                     | ISBN 978-0-2307-4108-9 | Rebecca Cobb        |                                       |
| 2012 | The Snake Who Came to Stay                          | ISBN 978-1-7811-2008-8 | Hannah Shaw         |                                       |
| 2012 | Mr Birdsnest and the House                          | ISBN 978-1-7811-2005-7 | Hannah Shaw         |                                       |
| 2013 | Sugarlump and the Unicorn                           | ISBN 978-1-4472-4019-8 | Lydia Monks         |                                       |
| 2013 | The Further Adventures of the Owl and the Pussy-cat | ISBN 978-0-1413-3288-8 | Charlotte Voake     |                                       |
| 2014 | The Flying Bath                                     | ISBN 978-0-2307-4260-4 | David Roberts       |                                       |
| 2014 | The Scarecrows' Wedding                             | ISBN 978-1-4071-4441-2 | Axel Scheffler      |                                       |
| 2015 | What the Ladybird Heard Next                        | ISBN 9781447275954     | Lydia Monks         |                                       |
| 2016 | The Detective Dog                                   | ISBN 978-1-5098-0159-6 | Sara Ogilvie        |                                       |
| 2016 | Princess Mirror-Belle and Prince Precious Paws      | ISBN 9781447285649     | Lydia Monks         |                                       |
| 2017 | Zog and the Flying Doctors / Зог и перелётные врачи | ISBN 978-1-4071-7350-4 | Axel Scheffler      |                                       |
| 2017 | The Everywhere Bear                                 | ISBN 978-1-4472-8073-6 | Rebecca Cobb        |                                       |
| 2017 | The Ugly Five                                       | ISBN 978-1-4071-7419-8 | Axel Scheffler      |                                       |
| 2018 | Animalphabet                                        | ISBN 9780525554158     | Sharon King-Chai    |                                       |
| 2018 | What the Ladybird Heard on Holiday                  | ISBN 978-1509837335    | Lydia Monks         |                                       |
| 2018 | The Cook and the King                               | ISBN 978-1-5098-1377-3 | David Roberts       |                                       |
| 2019 | The Smeds and the Smoos                             | ISBN 978-1407188898    | Axel Scheffler      |                                       |
| 2020 | The Hospital Dog                                    | ISBN 978-1509868315    | Sara Ogilvie        |                                       |